# Alopochen aegyptiaca
El ganso del Nilo o ganso egipcio (Alopochen aegyptiaca) es una especie de ave anseriforme de la familia de los anátidos nativa de África, la única de su género actualmente no extinta.

## Especie invasora en España
Debido a su potencial colonizador y constituir una amenaza grave para las especies autóctonas, los hábitats o los ecosistemas, esta especie ha sido incluida en el Catálogo Español de Especies Exóticas Invasoras, regulado por el Real Decreto 630/2013, de 2 de agosto, estando prohibida en España su introducción en el medio natural, posesión, transporte, tráfico y comercio.

## Galería de imágenes

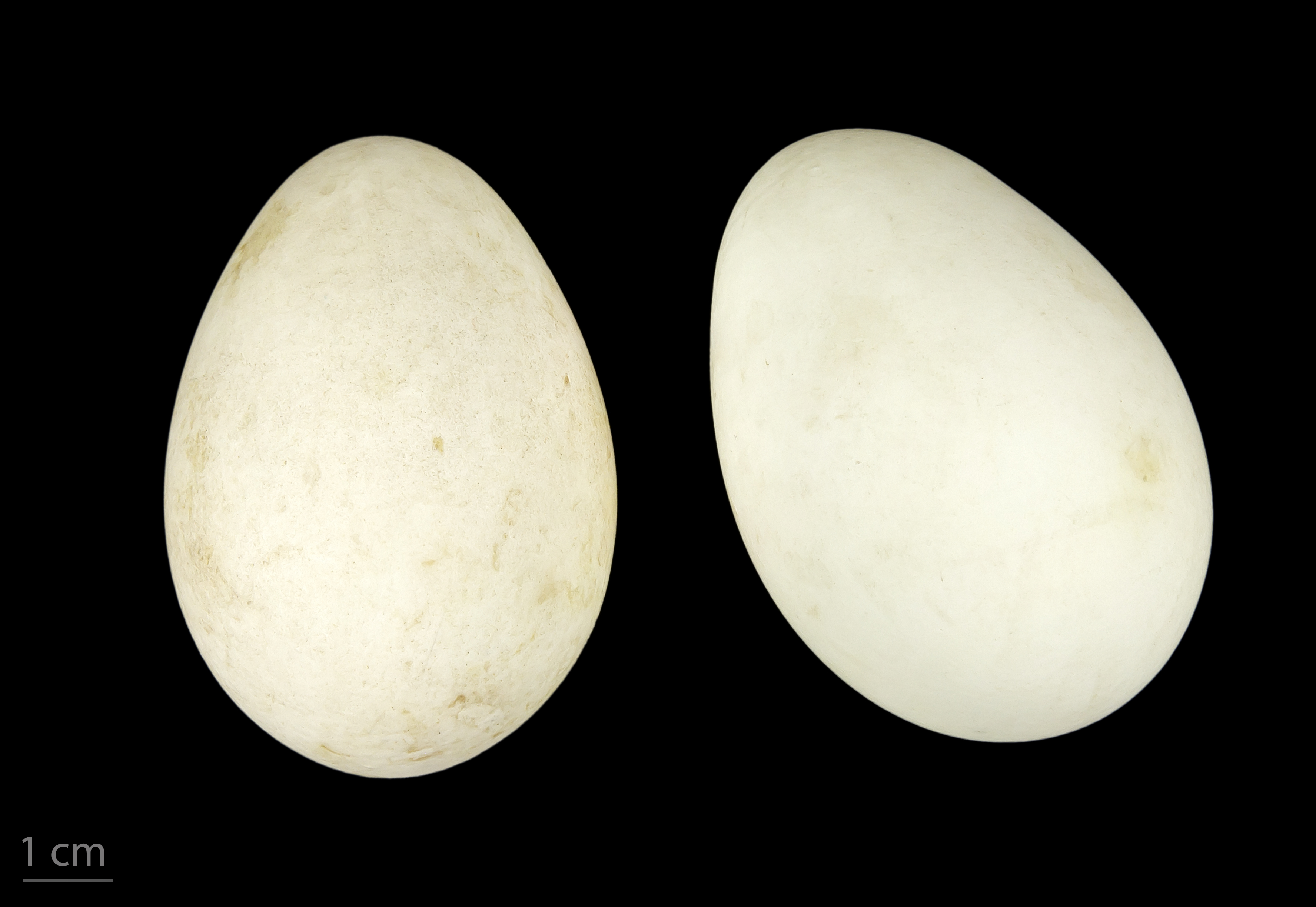
Alopochen aegyptiaca - MHNT.
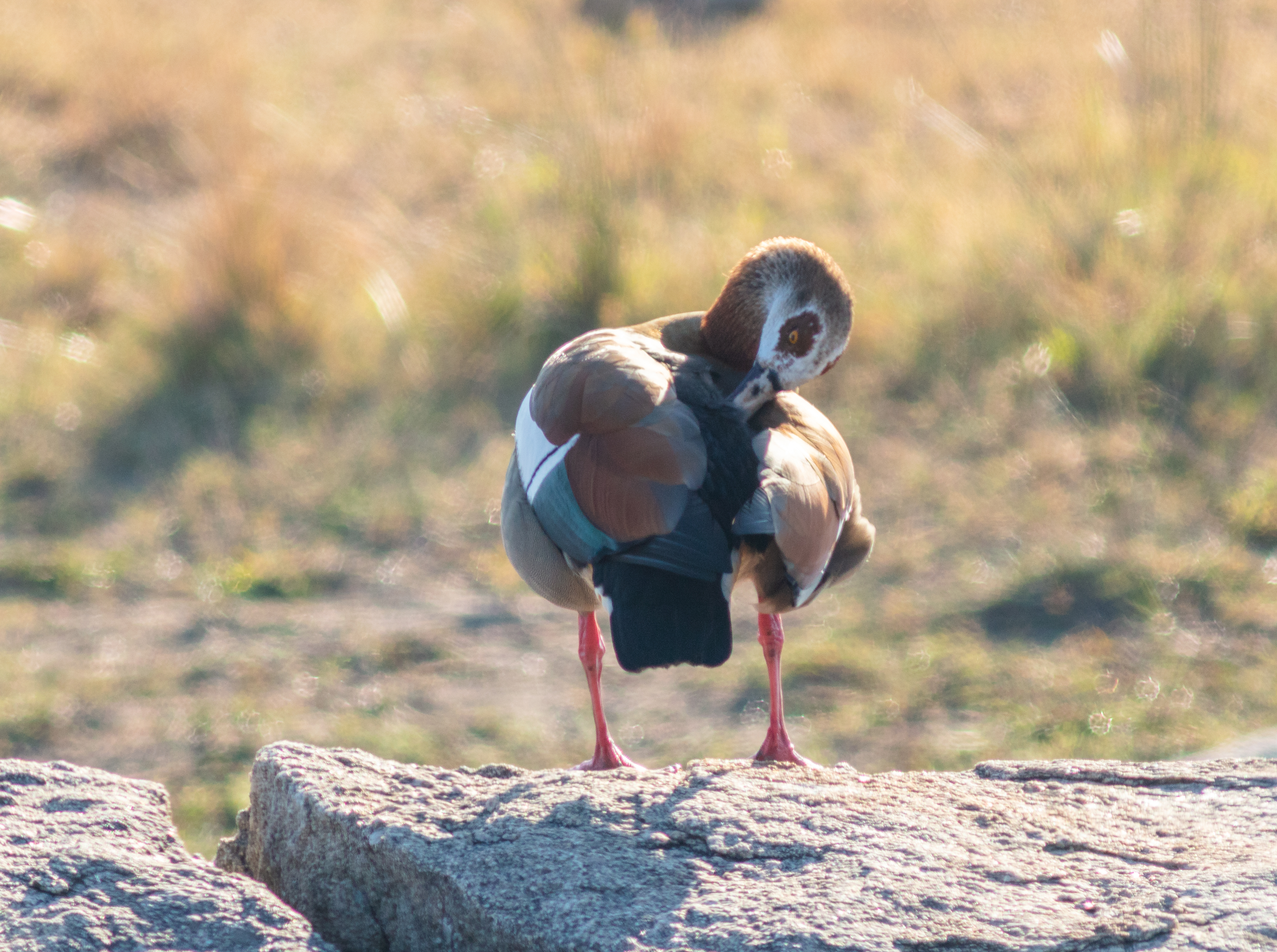
Ejemplar salvaje en parque nacional Kruger, Sudáfrica.